# آب‌سنگ حلقوی رز
آب‌سنگ حلقوی رز (به انگلیسی: Rose Atoll) یک آب‌سنگ حلقوی در ساموآی آمریکا است که متعلق بخ ایالات متحده آمریکا است. آب‌سنگ حلقوی رز خالی از سکنه است.